# Limnellia stenhammari
Limnellia stenhammari är en tvåvingeart som först beskrevs av Zetterstedt 1846.  Limnellia stenhammari ingår i släktet Limnellia och familjen vattenflugor. Arten är reproducerande i Sverige. Inga underarter finns listade i Catalogue of Life.